# Ґавартова-Воля
Ґавартова-Воля (пол. Gawartowa Wola) — село в Польщі, у гміні Лешно Варшавського-Західного повіту Мазовецького воєводства.
Населення — 245 осіб (2011).
У 1975-1998 роках село належало до Варшавського воєводства.

## Демографія
Демографічна структура станом на 31 березня 2011 року:
|          | Загалом | Допрацездатний вік | Працездатний вік | Постпрацездатний вік |
| -------- | ------- | ------------------ | ---------------- | -------------------- |
| Чоловіки | 124     | 27                 | 86               | 11                   |
| Жінки    | 121     | 32                 | 68               | 21                   |
| Разом    | 245     | 59                 | 154              | 32                   |